# Keith O'Brien
Keith Michael Patrick O'Brien (Ballycastle, 17 maart 1938 – Newcastle, 19 maart 2018) was een Brits geestelijke en een kardinaal van de Rooms-Katholieke Kerk.
O'Brien bezocht de Universiteit van Edinburgh waar hij wiskunde (lerarenopleiding) en theologie studeerde, en het seminarie aldaar. Hij werd op 3 april 1965 priester gewijd. Hij werkte vervolgens als kapelaan, pastoor en docent wiskunde. In 1980 werd hij rector van het St. Mary's College in Blairs.
Op 30 mei 1985 werd O'Brien benoemd tot aartsbisschop van Saint Andrews en Edinburgh. Hij ontving op 5 augustus 1985 zijn bisschopswijding uit handen van kardinaal Gordon Joseph Gray, aartsbisschop-emeritus van Saint Andrews-Edinburgh. Bruno Bernard Heim, apostolisch delegaat in Groot-Brittannië, was een van de medewijdende bisschoppen. Hij was sindsdien tevens voorzitter van de Schotse bisschoppenconferentie.
O'Brien werd tijdens het consistorie van 21 oktober 2003 kardinaal gecreëerd. Hij kreeg de rang van kardinaal-priester. Zijn titelkerk werd de Santi Gioacchino e Anna al Tuscolano. Hij nam deel aan het conclaaf van 2005.
In 2010 was O'Brien de gastheer van de paus op de eerste dag van diens staatsbezoek aan het Verenigd Koninkrijk.
In februari 2013 werd O'Brien door drie priesters en een ex-priester beschuldigd van ongepast gedrag in de periode dat hij seminariepresident was. Volgens persberichten verklaarde een van hen lange tijd psychische zorg nodig te hebben gehad na een onbehoorlijke relatie met O'Brien. O'Brien ontkende de aanklachten, maar bood desalniettemin zijn ontslag aan omdat hij naar eigen zeggen niet wilde dat deze affaire de verkiezing van een nieuwe paus zou overschaduwen. Op 25 februari 2013 werd bekendgemaakt dat paus Benedictus XVI op 18 februari 2013 het ontslag van O'Brien had aanvaard. De kardinaal maakte hierop bekend niet te zullen deelnemen aan het conclaaf van 2013. Nauwelijks een week later gaf O'Brien toe dat hij zich in het verleden gedragen had op een manier die een priester, een aartsbisschop en een kardinaal onwaardig is.
Op 20 maart 2015 gaf O'Brien zijn rechten en privileges als kardinaal op, waaronder zijn stemrecht in verkiezingen en zijn rol als adviseur van de paus. Hij mocht wel nog de titel van kardinaal blijven voeren.
- Gemeinsame Normdatei: 1147194491
- Virtual International Authority File: 122151246506144130486
- WorldCat: E39PBJjMyp6xR7CrRMhmpQHQv3